# Schloss Eglingen
Schloss Eglingen liegt am südwestlichen Rand der Ortschaft Dischingen-Eglingen im Landkreis Heidenheim. Das heute als Schloss bezeichnete zweigeschossige Gebäude ist das  Kanzleigebäude einer ehemaligen gut befestigten, mit zwei Ringmauern, einem gefutterten Graben, drei festen Toren und zwei Zugbrücken versehenen Schlossanlage.

## Geschichte
Im Jahre 1596 ließ Freiherr Ludwig III. von Grafeneck eine prächtige Schlossanlage erbauen. Die Grafenecks, die 1664 in den Grafenstand erhoben wurden, verkauften 1723 das Anwesen an Fürst Anselm Franz von Thurn und Taxis. Das Wasserschloss war der Verwaltungssitz der Thurn und Taxisschen Besitzungen. 1810 wurde das Schlosshauptgebäude abgerissen. Heute existieren von der einstigen Anlage noch ein Stallgebäude, die ehemalige Ökonomie, ein Torhaus, ein Rundturm und das einstige Brauhaus. Letztgenanntes Gebäude wurde von Joseph Dossenberger erbaut. Es besitzt kirchenähnliche hohe Rundbogenfenster und die großen Innenräume sind kreuzgratgewölbt überdeckt.

## Baubeschreibung
Das als Schloss bezeichnete satteldachgedeckte Gebäude ist ein stattlicher, etwa 18 m langer Renaissancebau. An der Mitte des Westgiebels befindet sich ein niederer Rundturm mit Helmdach und Ziermaschikulis. Den Ostgiebel des Schlosses flankieren zwei Rundtürme. Die dazwischenliegende Giebelfläche wird von Wandpfeilern geschmückt. Auf dem Giebeldreieck befindet sich das Wappen derer von Grafeneck aus dem Jahre 1708. Der Gebäudekomplex ist teilweise von einer Mauer umgeben.